# Iridoplecta differens
Iridoplecta differens är en fjärilsart som beskrevs av Max Joseph Bastelberger 1909. Iridoplecta differens ingår i släktet Iridoplecta och familjen mätare. Inga underarter finns listade i Catalogue of Life.